# Некрасов, Константин Фёдорович
Константин Фёдорович Некрасов (13 [25] сентября 1873, Карабиха (музей-заповедник), Ярославская губерния — 22 октября 1940, Туапсе, Краснодарский край) — депутат Государственной думы Российской империи I созыва от Ярославской губернии; издатель.

## Биография

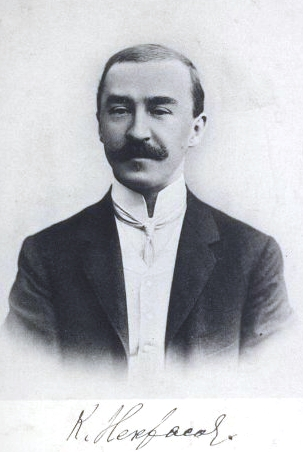
Некрасов, Константин Фёдорович, 1906

Константин Фёдорович Некрасов родился и вырос в усадьбе Карабиха (ныне — в Ярославском районе Ярославской области). Племянник поэта Н. А. Некрасова. Закончив 2-й Московский кадетский корпус, из-за болезни оставил военную службу. Вернулся в Карабиху: сначала лечился, потом помогал отцу управлять имением. После ссоры с ним устроился земским начальником в Пошехонский уезд Ярославской губернии, через 3 года переведён в Ярославский уезд, а затем в Ярославль.
Избран гласным уездного и губернского земств и депутатом Ярославской городской думы, но за вольное толкование циркуляров губернатора уволен без права занимать государственные и общественные должности. В 1905 году избран депутатом Государственной думы Российской империи I созыва как член местного отдела «партии Народной свободы» от Ярославля. После роспуска Думы подписал 10 июля 1906 года «Выборгское воззвание» и осуждён за это по ст. 129, ч. 1, п. п. 51 и 3 Уголовного уложения. Провёл летом 1908 года три месяца в ярославской тюрьме в Коровниках, получил запрет на политическую деятельность. Главным занятием Некрасова в тюрьме, по его словам, было чтение.
С 1909 года он издавал в Ярославле совместно с журналистом Н. Дружининым ежедневную газету демократического направления «Голос», иногда печатался в ней как журналист. Газета имела культурно-просветительскую направленность; политическую агитацию не вела, позволяла себе писать критически лишь о местных проблемах. Через год появилось иллюстрированное приложение «Голоса» — еженедельный литературно-краеведческий журнал «Ярославские зарницы».
В 1911 году Константин Фёдорович основал «Книгоиздательство К. Ф. Некрасова». Издательство имело отделы: «Переводная художественная литература», «Русская классика», «Современная русская литература», «Историческая литература», «Памятники Возрождения», «Памятники древнерусского искусства», «Биографическая библиотека», также выпускало серию лубочных изданий произведений русской и зарубежной литературы. С издательством сотрудничали А. Блок, К. Бальмонт, В. Брюсов, А. Белый, А. Толстой, Д. Мережковский, Ф. Сологуб, М. Кузмин, В. Ходасевич, Б. Зайцев и другое.
В 1914 году вместе с московским искусствоведом П. Муратовым выпустил 6 номеров литературно-художественного журнала «София», посвящённых исследованию древнерусского искусства и сопоставлению его с европейским. В журнале сотрудничали Н. Бердяев, М. Гершензон, В. Ходасевич, Б. Зайцев, И. Грабарь, А. Бенуа и другие. Издание прекращено в связи с призывом на фронт многих сотрудников, в том числе и редактора П. Муратова.
Путешествовал по России, Европе, Ирану. Был членом (некоторое время и председателем) общества «Молодая жизнь», заботившегося о здоровье детей из малоимущих семей. Учредитель Общества охраны памятников старины в Ярославле.
В начале 1916 года Некрасов продал типографию, передал право на издание газеты «Голос» «Издательскому товариществу Голос» в лице его главного представителя Н. Дружинина и переехал в Москву. К 1917 году издательство прекратило свою работу. После Октябрьской революции Константин Фёдорович работал в отделе охраны памятников искусства и старины, затем в финансовых органах. Изучал историю древнерусского искусства, работал над книгой «О фресковой живописи старых русских мастеров», рекомендованной Академией архитектуры к изданию, но оставшейся неопубликованной.
Жил сначала в собственном двухэтажном доме, затем в этом же доме лишь в одной комнате, перегороженной после на две маленькие. В 1924 году скончалась жена Константина Фёдоровича, оставив ему 9-летнего сына Николая. Константин Фёдорович Некрасов умер 22 сентября 1940 года в поезде, по дороге с юга, где отдыхал. Похоронен в Туапсе, могила не сохранилась. Его большой и почти неисследованный архив хранится в Государственном архиве Ярославской области и Ярославском музее-заповеднике.

## Семья
- Жена (брак совершен 23 октября 1916 г. — источник ГАЯО. Ф.230. Оп. 11 Д. 448, Л.253 об-254 Метричская книга Крестовоздвиженской церкви г. Ярославля) — Софья Леонидовна Щерба, урождённая ? (1879—1924)[1], ещё до знакомства с Некрасовым ушла от первого мужа В. В. Щербы, от которого у неё была дочь Татьяна[2]
  - Сын — Николай (1915—1993), 27 декабря 1941 года Красно-Пресненским районным военкоматом города Москвы призван на фронт, до призыва жил по адресу Москва, Малая Грузинская д. 15, кв. 6[3][4]